# Octane (album)
Pour les articles homonymes, voir Octane (homonymie).
Albums de Spock's Beard
Feel Euphoria
(2003) Spock's Beard
(2006)
Octane est le huitième album studio du groupe de rock progressif américain Spock's Beard. Les sept premières pistes sont extraites de la chanson épique "A Flash Before My Eyes". Une édition spéciale contient un second disque supplémentaire avec de la musique et des vidéos.

## Liste des chansons
A Flash Before My Eyes
- 01. The Ballet Of The Impact
  - I/ Prelude To The Past
  - II/ The Ultimate Quiet
  - III/ A Blizzard Of My Memories
- 02. I Wouldn't Let It Go
- 03. Surfing Down The Avalanche
- 04. She Is Everything
  - I/ Strange What You Remember
  - II/ Words Of Forever
- 05. Climbing Up That Hill
- 06. Letting Go
- 07. Of The Beauty Of It All
  - I/ If I Could Paint A Picture
  - II/ Into The Great Unknowable

Chansons indépendantes
- 08. NWC
- 09. There Was A Time
- 10. The Planet's Hum
- 11. Watching The Tide
- 12. As Long As We Ride

## Musiciens
- Nick D'Vigillo : batterie, chant, guitare
- Ryo Okumoto : claviers
- Alan Morse : guitare
- Dave Meros : basse